# Malthinus scapularis
Malthinus scapularis is een keversoort uit de familie soldaatjes (Cantharidae). De wetenschappelijke naam van de soort werd in 1878 gepubliceerd door Sylvain Auguste de Marseul.